# Baby, It's Cold Outside
Baby, It's Cold Outside est une chanson écrite et composée par Frank Loesser,. Elle est écrite pour un duo femme/homme.
Parue en 1948 dans le film La Fille de Neptune, dans lequel elle a été chantée par Esther Williams et Ricardo Montalbán, la chanson a remporté l'Oscar de la meilleure chanson originale, (durant la 22e cérémonie des Oscars le mardi 23 mars 1950).
En 1949, elle a été enregistrée par Johnny Mercer et Margaret Whiting.

## Histoire
Frank Loesser a écrit cette chanson pour sa femme en 1944, et ils l'ont chantée pour la première fois lors d'une pendaison de crémaillère à l'hôtel Navarro à New York.

## Autres reprises
- Louis Jordan et Ella Fitzgerald
- Carmen McRae et Sammy Davis Jr.
- Betty Carter et Ray Charles
- Chris Colfer et Darren Criss (série télévisée Glee)
- Mac Miller et  Ariana Grande
- Connie Britton et Will Chase (Nashville (série télévisée))
- Indina Menzel et Michael Bublé[5]